# World Choir Games
De World Choir Games is een tweejaarlijks globaal evenement voor koren. Landen van over de hele wereld doen hier aan mee. Het idee kwam van de Interkultur Foundation.
De eerste editie vond plaats in Linz, in Oostenrijk. De editie van 2023 vond plaats in Gangneung in Zuid-Korea. De meest recentste editie, in juli 2024, vond plaats in de Nieuw-Zeelandse stad Auckland.

## Format
Sinds 2000 wordt het festival om de twee jaar georganiseerd (elke even jaren, met uitzondering van 2021 en 2023). De geselecteerde koren kunnen deelnemen in verschillende categorieën.
Tijdens de wedstrijd kunnen de koren beloond worden met een gouden, zilveren of bronzen medaille, zoals op de Olympische Spelen. Ook wordt er per categorie de prijs voor "succesvolle deelname" uitgereikt.

## Edities
| Jaar | Gaststad                     | Datum         | Landen | Koren | Categorieën | Medailles | Medailles | Medailles |
| Jaar | Gaststad                     | Datum         | Landen | Koren | Categorieën | Goud      | Zilver    | Brons     |
| ---- | ---------------------------- | ------------- | ------ | ----- | ----------- | --------- | --------- | --------- |
| 2000 | Linz, Oostenrijk             | 7-16 juli     | 60     | 342   | 28          | 69        | 124       | 34        |
| 2002 | Busan, Zuid-Korea            | 19-27 oktober | 48     | 288   | 25          | 54        | 102       | 38        |
| 2004 | Bremen, Duitsland            | 8-18 juli     | 83     | 360   | 26          | 98        | 163       | 33        |
| 2006 | Xiamen, China                | 15-26 juli    | 80     | 400   | 26          | 75        | 140       | 39        |
| 2008 | Graz, Oostenrijk             | 9-19 juli     | 93     | 441   | 28          | 130       | 191       | 27        |
| 2010 | Shaoxing, China              | 15-26 juli    | 83     | 472   | 24          | 66        | 117       | 28        |
| 2012 | Cincinnati, Verenigde Staten | 4-14 juli     | 64     | 362   | 23          | 106       | 139       | 19        |
| 2014 | Riga, Letland                | 9-19 juli     | 73     | 460   | 29          | 229       | 174       | 16        |
| 2016 | Sotsji, Rusland              | 6-16 juli     | 73     | 283   | 29          | 116       | 86        | 4         |
| 2018 | Tshwane, Zuid-Afrika         | 4-14 juli     | 62     | 300   | 28          | 134       | 92        | 12        |
| 2021 | Antwerpen en Gent, België    | 30 okt-7 nov  | 51     | 308   | 20          | 38        | 36        | 1         |
| 2023 | Gangneung, Zuid-Korea        | 3-13 juli     | 34     | 325   | 28          | 113       | 80        | 8         |
| 2024 | Auckland, Nieuw-Zeeland      | 10-20 juli    |        |       |             |           |           |           |